# Języki toradża
Języki toradża (Basa toraya) – szereg zróżnicowanych języków używanych przez członków grupy etnicznej Toradża na indonezyjskiej wyspie Celebes. Oprócz największego języka toraja-sa’dan (południowego toradża) Ethnologue wyróżnia kilka innych języków toradża:
- Kalumpang [kli]
- Mamasa [mqj]
- Tae’ [rob]
- Talondo’ [tln]
- Toala’ [tlz]